# Montaggio parallelo
Per montaggio parallelo si intende un tipo di montaggio appartenente al découpage classico.

## Struttura
Il principio è il medesimo di quello alternato: si uniscono due sequenze che si svolgono con personaggi, luoghi e situazioni temporali divergenti. La differenza sta nel fatto che non c'è, alla fine, un ricongiungimento fra le due storie. Sono scene a sé, con un tema in comune. Assumono, quindi, un valore prettamente simbolico.
Uno fra gli esempi più famosi di découpage parallelo è visibile ne Il padrino. Quando Michael Corleone si reca a messa per assistere al battesimo della figlia, alcuni suoi sicari uccidono, nel mentre, i nemici del malavitoso. 

## Storia
A Corner in Wheat è la prima pellicola a presentare tale tecnica. In questo film vengono mostrate due sequenze allegoriche: un commerciante egoista che sfrutta i lavoratori fino allo stremo e alcuni contadini logorati dalla fame. Sempre dello stesso regista, occorre citare Intolerance, lungometraggio realizzato qualche anno dopo, totalmente girato in montaggio parallelo. Il tema dell'intolleranza, infatti, viene proposto e analizzato in più storie, dislocate in tempi storici differenti.